# Белешешть (Кріуленський район)
Белешешть (рум. Bălășești) — село у Кріуленському районі Молдови. Входить до складу комуни, адміністративним центром якої є село Рекулешть.

## Населення
За даними перепису населення 2004 року у селі проживали 732 особи.
Національний склад населення села:
| Національність   | Кількість осіб | Відсоток   |
| ---------------- | -------------- | ---------- |
| молдавани румуни | 725 2          | 99,0% 0,3% |
| українці         | 3              | 0,4%       |
| росіяни          | 1              | 0,1%       |
| болгари          | 1              | 0,1%       |
| Всього           | 732            | 100%       |